# リトルビッグプラネット2
『リトルビッグプラネット2』（LittleBigPlanet 2）は、ソニー・コンピュータエンタテインメント（SCE）より2011年2月10日に発売されたPlayStation 3用アクションゲーム。『リトルビッグプラネット』の続編である。

## 概要
もうひとつの地球「リトルビッグプラネット」を舞台に冒険する2Dアクションゲーム。
プレイヤーは自身の分身である「リビッツ」を操作し、まずは同盟軍のリーダーであるラリー・ダ・ヴィンチの元でトレーニングを積むことになる。ファイナルテストをクリアすると同盟軍の一員として正式に迎えられ、世界征服を目論むネガティビトロンやその部下達との戦いに挑んでいく。
ステージではキャラクターとの会話を頼りにゴールを目指して進んでいく。ステージ上には大小さまざまな「バブル」が落ちており、これを取ることで得点が入る。高得点を得るためには連続してたくさん取ることが不可欠である。バブルの中には、取るとアイテムやコスチュームが手に入る「アイテムバブル」もあり、着替えのバリエーションを増やしたり、ステージの作成に役立てることができる。
ステージにいくつかあるチェックポイントを通ると、途中でミスしてもそこから再開することができる。ただし復帰できる回数には制限があり(回数制限のない無限チェックポイントもある)、あとがなくなるとポイントが赤く点滅してアラームが鳴りだし、その状態でミスをするとゲームオーバーになる。この回数はチェックポイントを通過するたびにリセットされるため、あとがなくなっても諦めず前に進むことが大切である。ステージをクリアするとリザルト画面が表示され、ボーナスアイテムやアイテムの収集率、総得点が確認できる。

## キャラクター
リビッツ・ナレーターは前作から引き続き登場。ほかにも前作から数人キャラクターが登場する。

### 同盟軍
ラリー・ダ・ヴィンチ(CV.永井一郎)
125歳を超える老人。博識でプレイヤーをサポートしてくれる元気で頼もしい同盟軍のリーダー。
ただ非常に高齢なため外見は紙っぽく、体力も電源プラグを抜けないというほど衰弱している。ビクトリアとは恋人同士らしいがストーリー上ではあまり絡むことはない。
ビクトリア・ヴォン・バシースフィア(CV.白石冬美)
マイペースな老婆。研究だが自分に自信が持てず常に不安を感じている。お菓子が大好きで研究所もお菓子であふれている。
ラリーとは恋人同士らしいが同じくストーリー上での絡みは少なめ。そしてラリーにレモンパイやらシフォンケーキやらと矢鱈とお菓子の名前で呼ばれる。
クライブ・ハンドフォース(CV.龍田直樹)
非常に臆病な中年男性。古いカレンダーの部品でできており、発言はかなり後ろ向き。
ロビッツを管理していたがネガティビトロンに占拠されて以来は自分を嘆いている。細かいことの一つ一つにとらわれる性格のおとぼけキャラ。
アヴァロン・セントリフュージ(CV.玄田哲章)
自分こそが世界のヒーローと思い込んでいる男性。自惚れが強く、また多少意地を張る面もある。
「ミスターサイエンス」と呼ばれるほどの科学力と技術を持っており、ラストステージでも彼のメカが役立つ場面が多い。ラリーとは同盟軍のリーダーの座を争っているらしい。
イブ・シルバ・パラゴリカ(CV.小原乃梨子)
陽気なラテン系の女性。療養所を経営しており、患者たちを必死で守ろうとしている。
ファッションもずば抜けているらしく、常にハイテンション。ゲーム中ではクライブと一緒に出てくることが多い。
Dr.ハーバート・ヒギンボッサム(CV.加藤精三)
天才的な発明技術を持った老人。巨大宇宙船を作った張本人で、宇宙船の修理は彼以外には不可能とされている。
常に意味不明かつナンセンスなことをしゃべっているようで実はその発言は的を射ているらしい。時折難解な言い回しを使用せずにしゃべることもある。

### 悪役
ネガティビトロン(CV.青木和代)
本作のラスボス。クリエイター達の自惚れ・不安といった負の感情の集合体であり、自らの死をクリエイター達の死と公言している。
モデルは巨大な掃除機。ただリトルビッグプラネットのクリエイションを吸い取るだけでなくミーニーたちを吐きだすことも可能。ネガティビトロン自体にも戦闘能力はあり、かなりの耐久力と広範囲の攻撃でプレイヤーを苦しめる。

### その他
ロビッツ
本作初登場のキャラクター。リビッツを一回り小さくしたような容姿である。よりよい明日を目指す工場ではネガティビトロンの手によってほとんどの個体が捕縛・洗脳されており、リビッツの手によって救出されることになる。その後のワールドでも時折登場し、ステージの仕掛けを解除したり、複数の個体が連なり縄の代わりになるなどリビッツをサポートしてくれる。

## ワールド
本作では全てのワールドにボスがおり、これを倒すことで次のワールドへ進める。コスモのボスを倒せばストーリークリアである。遠くのものをつかめるつかまりフックや物を持ち上げることのできるグラブギアなどがステージ攻略のカギとなる。
ダ・ヴィンチの隠れ家
ダ・ヴィンチが隠れ家として使用している建物。隠れ家と言うには相当広い、最初にプレイするワールド。ボスステージ以外はチェックポイントの復帰回数が無限である。ボスはゴリラのような外見をした巨大なメカ。つかまりフックで全てのスイッチを操作すればクリアとなる。背景は倉庫や噴水のある豪邸。
ビクトリアの研究所
ビクトリアの管理する研究所。ロビッツを管理する施設だったが、ネガティビトロンの手によってロビッツは全て奪われてしまい、もぬけの殻となっている。2番目にプレイするワールド。列車で研究所に行き、ケーキギアやグラブギアなどを駆使して攻略することになる。ボスは壁を這う機械。タイミングを見計らってグラブギアでケーキをむき出しブレインにぶつけてダメージを与える。攻撃パターンは3パターンあり、3回ケーキをぶつけるたびに変化する。計9回ダメージを与えればクリア。背景は研究所と学習机。上部は庭だが下部は研究所となっている。
よりよい明日を目指す工場
クライブの管理していたカレンダー製造工場。ネガティビトロンによって占拠されてしまい、ロビッツのほとんども捕縛・洗脳されている。3番目にプレイするワールド。ロビッツをうまく誘導することが中心となる。ボスはコベルニクスという鶏型の工場のガードメカ（クライブ曰く世界最悪）。ある程度コベルニクスから逃げ切るとクリア。但し一度でも追い付かれたら即ゲームオーバーという若干シビアなステージ。背景は映画のセット。
アヴァロニア
アヴァロンの管理するハイテクな大都市。道中からネガティビトロンに襲撃され、コスモへ宇宙船で行こうとするもボスステージの後では撃ち落とされ街もろとも壊滅してしまう。4番目にプレイするワールド。コントロールギアを使用する場面が非常に多い。ボスはミーニーの操作する宇宙船。プラズマやレーザーを用いてリビッツを追い詰める。ハチミツキャノンを弱点に何度も当てればクリア。背景では自動車を作っている。余談だがアヴァロニアの背景は全ワールド中最も容量が大きい。
イブの療養所
イブの管理する療養所。ヒギンボッサムの居場所でもあり、彼に宇宙船の修理をしてもらうために療養所の奥へと向かう。5番目にプレイするワールド。ウォーターギアで火を消しながら先へ進んでいく。ボスはヒギンボッサムの胎内にいる悪玉菌。白血球を投げ当てて本体を何度か攻撃すればクリア。背景は植物園。
コスモ
ネガティビトロンのいる惑星。多数のミーニーが兵器を利用してプレイヤーたちを苦しめてくる。最後にプレイするワールド。難易度は全ワールド中最高。つかまりフック・グラブギア・コントロールギアの全てを駆使して攻略する。ボスはネガティビトロン。第1形態はコントロールギア、第2形態はつかまりフック、第3形態ではグラブギアを利用してダメージを与える。第3形態のときにグラブギアでブロックを4回ぶつけ、最後にとどめを刺せばクリア。背景はビル。地下はゲームセンターとなっている。なお、オープニングステージにも同じ背景が使われている。

## ステージクリエイト
前作に登場したスイッチは残っており、ミサイルやクリエイトギアなど多くの新要素が追加された。ダークマターなど一部の素材はアニメーションが付いており速度の変更も行える。また新機能としてクリーチャーの細かい挙動を設定できる「シーケンサー」が追加された。
余談だが前作のスイッチはビジュアルが変わっている。
また、ダウンロードコンテンツも新たに追加され、新機能も増えている。